# Robert Ludlum
Robert Ludlum (n. 25 mai 1927 New York City  – d. 12 martie 2001 Naples, Florida) a fost un scriitor american specializat în genul thriller.  Cele 27 de romane ale sale, care au însumat între 290 și 500 de milioane de cărți publicate , au apărut în 33 de limbi și 40 de țări.  Ludlum a folosit în publicarea cărților sale și pseudonimele Jonathan Ryder și Michael Shepherd.

## Operă
- Trilogia lui Bourne

1. Identitatea lui Bourne  (1980)
2. Supremația lui Bourne (1986)
3. Ultimatumul lui Bourne (1990)

- Testamentul lui Holcfroft
- Cercul Matarese
- Numărătoare inversă Matarese
- Opțiunea Paris
- Codul Altman
- Conspirația Spirala
- Decepția lui Prometeu
- Trădarea lui Tristan
- Complotul generalilor
- Directiva Janson
- Drumul spre Omaha - The Road to Omaha
- Manuscrisul lui Chancelor
- Proiectul Hades
- Protocolul Sigma
- Ținutul Magic
- Trădarea lui Tristan

## Ecranizare
- Identitatea lui Bourne și Supremația lui Bourne au fost ecranizate, filmele au aceleași nume ca și cărțile.